# Queen + Paul Rodgers Tour
De Queen + Paul Rodgers Tour is de eerste tournee van de Engelse Queen-gitarist Brian May en -drummer Roger Taylor met zanger Paul Rodgers onder de naam Queen + Paul Rodgers. Het was de eerste Queen-tournee sinds de dood van de oorspronkelijke zanger Freddie Mercury op 24 november 1991 en het afscheid van bassist John Deacon in 1997.
De show in Sheffield op 9 mei 2005 is gefilmd en uitgebracht op cd en dvd onder de naam Return of the Champions. Uitzondering op dit album is het bonusnummer Imagine van John Lennon, dat op 15 juli 2005 werd opgenomen vanwege de aanslagen in Londen op 7 juli. Dit concert was verplaatst van 8 juli naar deze datum vanwege de aanslagen.
Ook de show in Saitama op 27 oktober 2005 was gefilmd en is uitgebracht op dvd onder de naam Super Live in Japan.

## Geschiedenis
De samenwerking van May, Taylor en Rodgers begon toen May op het Fender Strat Pack concert speelde in 2004. Voor het eerst speelde hij toen samen met Rodgers tijdens een nummer van diens band Free, All Right Now. Na dit optreden sprak May van een "geheimzinnige werking" tussen de twee. Vervolgens nodigde hij Rodgers uit om mee te spelen met Queen tijdens hun introductie in de UK Music Hall of Fame. May sprak hierop weer over opwinding met Rodgers, waarna de drie een wereldtournee bekendmaakten in 2005. De tournee zou eigenlijk alleen de Europese shows en de 46664-concerten beslaan, maar na het eind van de Europese tournee werden enkele concerten in de Verenigde Staten en Japan toegevoegd. In 2006 werden concerten gegeven in heel Noord-Amerika.

## Personeel
- Brian May: Leadgitaar, achtergrondvocalen
- Paul Rodgers: Leadvocalen, piano, gitaar
- Roger Taylor: Drums, percussie, achtergrondvocalen

### Extra personeel
- Spike Edney: Keyboards, achtergrondvocalen
- Danny Miranda: Basgitaar, akoestische gitaar, achtergrondvocalen
- Jamie Moses: Ritmegitaar, achtergrondvocalen

## Tracklijst

### 2005
1. Reachin' Out
2. Tie Your Mother Down
3. I Want to Break Free
4. Fat Bottomed Girls
5. Wishing Well
6. Crazy Little Thing Called Love
7. Say It's Not True
8. '39
9. Love of My Life
10. Hammer To Fall (langzaam of snel)
11. Feel Like Makin' Love
12. Let There Be Drums
13. I'm in Love with My Car
14. Gitaarsolo Brighton Rock
15. Last Horizon
16. These Are the Days of Our Lives
17. Radio Ga Ga
18. Can't Get Enough
19. A Kind of Magic
20. I Want It All
21. Bohemian Rhapsody

Toegift:
1. The Show Must Go On
2. All Right Now
3. We Will Rock You
4. We Are the Champions
5. God Save the Queen (tape)

#### Minder voorkomende nummers
1. A Little Bit of Love (eerste 6 concerten)
2. Seagull (eerste 6 concerten)
3. Another One Bites the Dust (vanaf Birmingham)
4. Under Pressure (6 van de UK/Ierland-concerten)
5. Fire and Water
6. Long Away (1 couplet; Pesaro, Boedapest, Yokohama, Nagoya, Fukuoka)
7. Tavaszi Szél Vizet Áraszt (deel, Boedapest)
8. Danube Waltz (deel in gitaarsolo, Wenen)
9. Molly Malone (deel in gitaarsolo, Dublin)
10. Sakura (deel in gitaarsolo, Tokio)
11. Sunshine of Your Love (deel, Newcastle)
12. Imagine (Hyde Park)
13. Bad Company (Aruba, beide VS, 2 Japanse concerten)
14. Rock'n'Roll Fantasy (Aruba, beide VS)
15. Teo Torriatte (Let Us Cling Together) (Japan)
16. I Was Born to Love You (Japan)

### 2006
1. Lose Yourself (tape)
2. Reachin' Out
3. Tie Your Mother Down
4. Fat Bottomed Girls
5. Can't Get Enough
6. Take Love
7. Crazy Little Thing Called Love
8. Love of My Life
9. Hammer To Fall (snel)
10. Feel Like Makin' Love
11. Let There Be Drums
12. I'm in Love with My Car
13. Gitaarsolo door Brian May
14. Last Horizon
15. Bad Company
16. Another One Bites the Dust
17. Dragon Attack
18. These Are the Days of Our Lives
19. Radio Ga Ga
20. Under Pressure
21. The Show Must Go On
22. Bohemian Rhapsody

Toegift:
1. All Right Now
2. We Will Rock You
3. We Are the Champions
4. God Save the Queen (tape)

#### Minder voorkomende nummers
1. I Want to Break Free (9 concerten)
2. '39 (4 concerten)
3. Say It's Not True (Miami)
4. Red House (Vancouver)

## Tourdata

### Zuid-Afrika
- 19 maart 2005 - George, Zuid-Afrika - Fancourt

### Europa
- 28 maart 2005 - Londen, Engeland - Brixton Academy
- 30 maart 2005 - Parijs, Frankrijk - Zénith
- 1 april 2005 - Madrid, Spanje - Palacio de Deportes
- 2 april 2005 - Barcelona, Spanje - Palau Sant Jordi
- 4 april 2005 - Rome, Italië - PalaLottomatica
- 5 april 2005 - Milaan, Italië - Datch Forum di Assago
- 7 april 2005 - Florence, Italië - Nelson Mandela Forum
- 8 april 2005 - Pesaro, Italië - BPA Palas
- 10 april 2005 - Bazel, Zwitserland - St. Jakobshalle
- 13 april 2005 - Wenen, Oostenrijk - Wiener Stadthalle
- 14 april 2005 - München, Duitsland - Olympiahalle
- 15 april 2005 - Gdańsk, Polen - Hala Olivia
- 16 april 2005 - Praag, Tsjechië - Sazka Arena
- 17 april 2005 - Leipzig, Duitsland - Leipzig Arena
- 19 april 2005 - Frankfurt am Main, Duitsland - Festhalle Frankfurt
- 20 april 2005 - Antwerpen, België - Sportpaleis
- 23 april 2005 - Boedapest, Hongarije - Boedapest Sports Arena
- 25 april 2005 - Dortmund, Duitsland - Westfalenhallen
- 26 april 2005 - Rotterdam, Nederland - Ahoy Rotterdam
- 28 april 2005 - Hamburg, Duitsland - Color Line Arena
- 30 april 2005 - Stockholm, Zweden - Globe
- 3 mei 2005 - Newcastle, Engeland - Metro Radio Arena
- 4 mei 2005 - Manchester, Engeland - MEN Arena
- 6 mei 2005 - Birmingham, Engeland - NEC Arena
- 7 mei 2005 - Cardiff, Wales - Cardiff International Arena
- 9 mei 2005 - Sheffield, Engeland - Hallam FM Arena
- 11 mei 2005 - Londen, Engeland - Wembley Stadium
- 13 mei 2005 - Belfast, Noord-Ierland - Odyssey Arena
- 14 mei 2005 - Dublin, Ierland - Point Theatre
- 2 juli 2005 - Lissabon, Portugal - Estádio do Restelo
- 6 juli 2005 - Keulen, Duitsland - RheinEnergieStadion
- 10 juli 2005 - Arnhem, Nederland - GelreDome
- 15 juli 2005 - Londen, Engeland - Hyde Park

### Aruba + VS
- 8 oktober 2005 - Oranjestad, Aruba - Aruba Entertainment Center
- 16 oktober 2005 - East Rutherford, New Jersey, Verenigde Staten - Continental Airlines Arena
- 22 oktober 2005 - Los Angeles, Californië, Verenigde Staten - Hollywood Bowl

### Japan
- 26 en 27 oktober 2005 - Saitama, Japan - Saitama Super Arena
- 29 en 30 oktober 2005 - Yokohama, Japan - Yokohama Arena
- 1 november 2005 - Nagoya, Japan - Nagoya Dome
- 3 november 2005 - Fukuoka, Japan - Fukuoka Dome

### Noord-Amerika
- 3 maart 2006 - Miami, Florida, Verenigde Staten - American Airlines Arena
- 4 maart 2006 - Jacksonville, Florida, Verenigde Staten - Jacksonville Veterans Memorial Arena
- 7 maart 2006 - Duluth, Georgia, Verenigde Staten - Gwinnett Center
- 8 maart 2006 - Washington D.C., District of Columbia, Verenigde Staten - MCI Center
- 10 maart 2006 - Worcester, Massachusetts, Verenigde Staten - DCU Center
- 12 maart 2006 - Uniondale, New York, Verenigde Staten - Nassau Coliseum
- 14 maart 2006 - Philadelphia, Pennsylvania, Verenigde Staten - Wachovia Spectrum
- 16 maart 2006 - Toronto, Canada - Air Canada Centre
- 17 maart 2006 - Buffalo, New York, Verenigde Staten - HSBC Arena
- 20 maart 2006 - Pittsburgh, Pennsylvania, Verenigde Staten - Mellon Arena
- 21 maart 2006 - Cleveland, Ohio, Verenigde Staten - Quicken Loans Arena
- 23 maart 2006 - Rosemont, Illinois, Verenigde Staten - Allstate Arena
- 24 maart 2006 - Auburn Hills, Michigan, Verenigde Staten - The Palace of Auburn Hills
- 26 maart 2006 - St. Paul, Minnesota, Verenigde Staten - Xcel Energy Center
- 27 maart 2006 - Milwaukee, Wisconsin, Verenigde Staten - Bradley Center
- 31 maart 2006 - Glendale, Arizona, Verenigde Staten - Glendale Arena
- 1 april 2006 - San Diego, Californië, Verenigde Staten - Cox Arena
- 3 april 2006 - Anaheim, Californië, Verenigde Staten - Arrowhead Pond
- 5 april 2006 - San Jose, Californië, Verenigde Staten - HP Pavilion Center
- 7 april 2006 - Las Vegas, Nevada, Verenigde Staten - MGM Grand Arena
- 10 april 2006 - Seattle, Washington, Verenigde Staten - KeyArena
- 11 april 2006 - Portland, Oregon, Verenigde Staten - Rose Garden Arena
- 13 april 2006 - Vancouver, Canada - Pacific Coliseum
- 25 mei 2006 - Las Vegas, Nevada, Verenigde Staten - Mandalay Bay Events Center